# Kharhiāl
Kharhiāl är en ort i Indien.   Den ligger i distriktet Nuapada och delstaten Odisha, i den centrala delen av landet, 1 100 km sydost om huvudstaden New Delhi. Kharhiāl ligger 244 meter över havet och antalet invånare är 14 007.
Terrängen runt Kharhiāl är platt norrut, men söderut är den kuperad. Runt Kharhiāl är det ganska tätbefolkat, med 172 invånare per kvadratkilometer. Det finns inga andra samhällen i närheten. Trakten runt Kharhiāl består till största delen av jordbruksmark.